# Bassaricyon lasius
Bassaricyon lasius är en däggdjursart som beskrevs av Harris 1932. Bassaricyon lasius ingår i släktet olingobjörnar och familjen halvbjörnar. IUCN kategoriserar arten globalt som otillräckligt studerad. Inga underarter finns listade.
Denna olingobjörn förekommer endemisk i Costa Rica. Den hittades vid källan av floden Rio Estrella i en bergstrakt som ligger 1500 meter över havet. Området är täckt av bergsskog. Det antas att arten även lever i andra bergsskogar i Costa Rica.